# Tlillan-Tlapallan
Tlillan-Tlapallan (Luogo dei colori nero e rosso) è un luogo leggendario situato sulla costa del Golfo del Messico, dove re Quetzalcoatl giunse in volo da Tollan per potersi bruciare trasformandosi nella Stella del Mattino. 
Questa storia viene raccontata in un manoscritto del XVI secolo (il Codice Chimalpopoca) contenente gli Annali di Quauhtitlan. Scritto in lingua nahuatl, il testo è una traduzione di un precedente libro spagnolo. Questa leggenda viene descritta anche da Bernardino de Sahagún nel suo Historia universal de las cosas de Nueva España. Il nome Tlillan Tlapallan è stato interpretato come riferimento alla scrittura ed ai libri.